# Audie Murphy
Audie Leon Murphy (20 de junio de 1925 – 28 de mayo de 1971) fue un soldado norteamericano, actor y compositor estadounidense, distinguido por haber obtenido el mayor número de condecoraciones existentes del Ejército de los Estados Unidos hasta el momento. En 27 meses de acción de combate en la Segunda Guerra Mundial, fue herido en tres ocasiones, y se le acreditó haber participado en más de 300 misiones y haber comandado muchas otras. Murphy se convirtió en el soldado estadounidense más condecorado de la Segunda Guerra Mundial. Recibió todas las condecoraciones militares de combate por valor disponibles en el Ejército de los Estados Unidos, así como condecoraciones francesas y belgas por heroísmo.
Recibió la Medalla de Honor por el valor demostrado a los 19 años, cuando sin ayuda alguna, contuvo a toda una compañía de soldados alemanes por una hora, en la bolsa de Colmar, en Francia, en enero de 1945, antes de liderar un contraataque exitoso mientras estaba herido y sin municiones. Se ganó la Estrella de plata dos veces en tres días, tres Corazones Púrpura y la Cruz de Servicios Distinguidos.

## Biografía
Murphy nació el 20 de junio de 1925 en Kingston, una pequeña comunidad rural del condado de Hunt, en el noreste de Texas. Fue el séptimo de doce hijos de Emmett Berry Murphy (1887-1976) y su esposa Josie Bell Murphy (de soltera Killian; 1891-1941). Los Murphy eran aparceros, de ascendencia inglesa, irlandesa, escocesa-irlandesa, escocesa y alemana.
De niño, Murphy era un chico solitario con cambios de humor y un temperamento explosivo. Creció en el noreste de Texas alrededor de los pueblos de Farmersville, Greenville y Celeste, donde asistió a la escuela primaria.  Su padre entró y salió de la vida familiar hasta finalmente optar por abandonarlos. Murphy abandonó la escuela en el quinto grado y consiguió trabajo recogiendo algodón por un dólar al día para ayudar a mantener a su familia; también se volvió experto con el rifle, cazando animales pequeños para ayudar a alimentar a todos ellos. Después de que su madre muriera de endocarditis y neumonía  en 1941, y el solo con 16 años de edad, comenzó a trabajar en un taller de reparación de radios y en un negocio, combinación de tienda general, garaje y gasolinera en Greenville. Las autoridades del condado de Hunt colocaron a sus tres hermanos menores en Boles Children's Home, un orfanato cristiano en Quinlan. Después de la guerra, compró una casa en Farmersville para su hermana mayor, Corinne, y su esposo, Poland Burns. Sus otros hermanos compartieron la casa brevemente.

## Trayectoria

### Servicio en la Segunda Guerra Mundial
Después del ataque de Japón a la base naval de Pearl Harbour el 7 de diciembre de 1941 y cuando Estados Unidos entró a la Segunda Guerra Mundial y el todavía de 16, se presentó como voluntario en la Infantería de Marina y después en la escuela de paracaidistas, donde fue rechazado por medir solo 1,65 m y estar bajo de peso (55 kg). Poco después, logró ingresar en el ejército con 17 años, tras falsificar su certificado de nacimiento, ayudado por su hermana mayor.
Fue enviado al Campamento Wolters, en Texas, y más tarde al Fuerte George G. Meade, en Maryland. Durante el entrenamiento básico, obtuvo la Insignia de Buena Puntería con Rifle y la Insignia de tirador Experto con Bayoneta.
Al terminar su entrenamiento fue trasladado a ultramar. Su primera acción fue en 1943 con la invasión aliada a Sicilia. En 1944 participó en la Batalla de Anzio, la liberación de Roma y la invasión del sureste de Francia. Murphy peleo en Montélimar y comandó a sus hombres en el exitoso asalto de L'Omet cantera cercana de Cleurie, noreste de Francia en octubre.
Fue asignado al 15.º Regimiento de la 3.ª División de Infantería, entrando en acción en el norte de África, Sicilia (Italia), Francia y Alemania. Por sus destacadas acciones en combate ganó todas las condecoraciones por valor del Ejército de Estados Unidos, una condecoración belga y tres francesas. Además de ser el soldado estadounidense más condecorado de la Segunda Guerra Mundial, al haber sido herido en tres ocasiones.

#### Servicio tras la guerra
En 1950 se unió a la 36.ª División de Infantería de la Guardia Nacional de Texas, donde sirvió hasta 1966.
Audie Murphy sufrió la enfermedad luego conocida como trastorno por estrés postraumático, que le causaba insomnio y depresión. A mediados de los años 60 estuvo bajo tratamiento contra el insomnio con Placidyl. Pronto se dio cuenta de que se había vuelto adicto a ese fármaco y decidió encerrarse en la habitación de un hotel soportando los síntomas del síndrome de abstinencia durante una semana. Defendió a los veteranos de Corea y Vietnam que sufrían, como él, la entonces llamada "neurosis de guerra", pidiéndole al gobierno que tuviera más consideración y preocupación por los veteranos que regresaban a la vida civil sufriendo los estragos de esa enfermedad. Como resultado de la legislación presentada por el congresista estadounidense Olin Teague cinco meses después de la muerte de Murphy en 1971, el Hospital Audie L. Murphy Memorial VA en San Antonio, ahora parte del Sistema de Atención Médica para Veteranos del Sur de Texas, se inauguró en 1973.

### Carrera artística
Tras su baja honrosa del ejército el 21 de septiembre de 1945, gracias a su situación de héroe, decidió iniciarse en el cine tras ser convencido por James Cagney y su hermano Bill. Se convirtió en actor después de la guerra y así actuó en 44 películas, siendo protagonista en 33 de ellas. Protagonizó filmes como Medalla roja al valor (The Red Badge of Courage, 1951), The Quiet American (1958), aunque la película más conocida en la que participó fue en To Hell and Back (Regreso del infierno), adaptada del libro autobiográfico que narra sus experiencias durante la guerra. Sin embargo, la mayoría de sus películas fueron de vaqueros, como "Una bala sin nombre". En 1955 la Motion Pictures Exhibitors nombró a Audie Murphy “actor más popular de wéstern” en Estados Unidos.
Murphy escribió además las letras de 16 o 17 canciones country (hay una controversia al respecto), siendo la más popular «Shutters and Boards», con música de Scott Turner (1962) e interpretada por más de 30 cantantes, incluyendo a Jerry Wallace, Dean Martin y Porter Waggoner. Hizo apariciones como invitado célebre en la televisión y fue protagonista de series como Whispering Smith. Murphy fue un compositor consumado. Era criador de caballos de cuarto de milla en California y Arizona, y participante frecuente en carreras de caballos. Permaneció en California durante el resto de su vida, asociado estrechamente con la industria del cine, como actor y productor.

## Medalla de Honor
El 26 de enero de 1945, durante la batalla de Holtzwihr, en Francia, y después de haber estado luchando algún tiempo, su unidad fue atacada por seis tanques y oleadas de infantería alemanas, con lo que quedó reducida a una fuerza efectiva de 19 hombres de un total de 128. Murphy ordenó retirarse a los hombres restantes a una posición preparada en un bosque, mientras él disparaba contra los alemanes hasta que se quedó sin munición. Después subió él solo a un tanque incendiado cargado de explosivos y tomó su ametralladora, calibre 12,7 mm, para ahuyentar a la infantería alemana. Estando solo y expuesto al fuego alemán desde tres lados, su fuego hizo retroceder a docenas de alemanes, incluyendo un equipo completo de infantería que se había arrastrado a una zanja a menos de 30 m de su posición. Fue capaz de organizar el fuego de artillería sirviéndose de un teléfono fijo y, bajo un intenso fuego, fue herido en la pierna, pero lo ignoró y prosiguió su lucha en solitario. Sin embargo, continuó la batalla durante casi una hora hasta que la línea telefónica con el centro de dirección de fuego de artillería se cortó y se agotó su munición. Herido en la pierna, caminó de regreso hasta donde estaba su compañía y, negándose a recibir atención médica, organizó a sus hombres restantes. Juntos, llevaron a cabo un rápido contraataque y expulsaron a los alemanes de Holtzwihr. Por estas acciones, fue condecorado con la Medalla de Honor por el ejército de su país y fue ascendido en batalla al rango de subteniente.

## Muerte
Audie Murphy, el héroe de guerra, murió en un accidente de aviación el 28 de mayo de 1971, a la edad de 46 años, cuando en viaje de negocios en un avión privado se encontraron bajo la lluvia y neblina. La aeronave se estrelló contra la ladera de una montaña cercana a Roanoke, Virginia. Fue enterrado con todos los honores militares en el Cementerio Nacional de Arlington el lunes 7 de junio de ese año pese a haber solicitado un «entierro sencillo, normal y corriente». Su tumba se encuentra en la Sección 46 del Sitio 366-11, y es la segunda más visitada en Arlington, superada tan solo por la del presidente John F. Kennedy. Típicamente, las lápidas de quienes reciben la Medalla de Honor en Arlington están decoradas con hojas de oro, pero Murphy solicitó que su piedra permaneciera simple y discreta, como la de un soldado raso.
El día de su cumpleaños fue declarado "Día de Audie Murphy" en el estado de Texas, día que fue ratificado oficialmente por el presidente George W. Bush el 9 de junio de 1999.
El presidente Richard Nixon declaró que Murphy «no sólo se ganó la admiración de millones por sus valientes hazañas, también llegó a ser el epítome de la valentía en acción de los combatientes de Estados Unidos». En octubre de 1971, Nixon ordenó que el hospital Audie L. Murphy Memorial, en construcción en San Antonio, Texas, recibiera su nombre.
Hoy en día, una parte del panel de instrumentos del avión siniestrado de Murphy está en exhibición en el Museo del Algodón Audie Murphy en Greenville, Texas.

## Música
La banda de Power Metal Sueca Sabaton, se inspiró en la lucha de Murphy contra el trastorno por estrés postraumático para crear la canción "To Hell And Back", incluida en el álbum Heroes.